# Juliane Timmermann

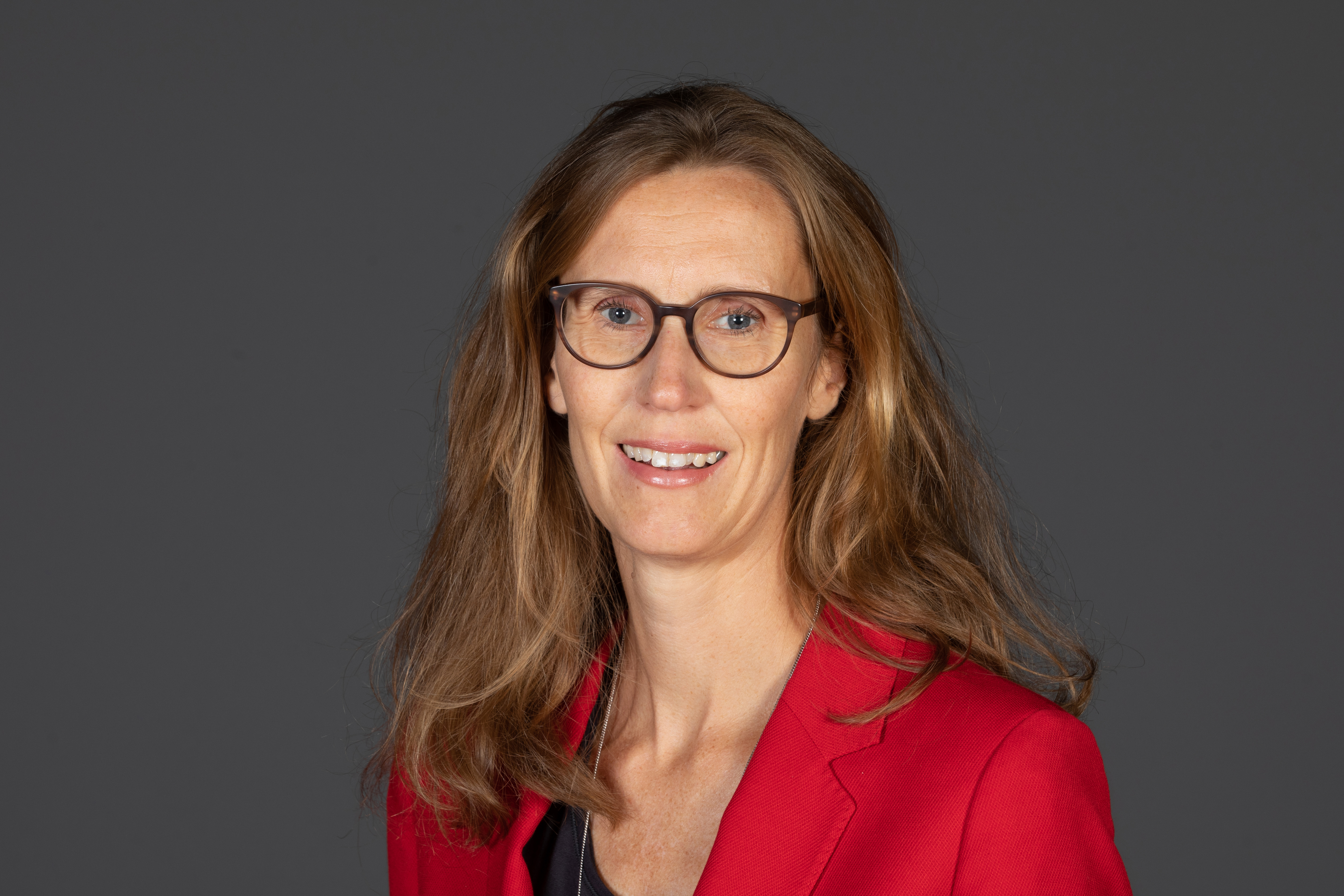
Juliane Timmermann (2018)

 Juliane Timmermann (* 15. März 1976 in Hamburg) ist eine deutsche Politikerin der SPD und Mitglied der Hamburgischen Bürgerschaft.

## Leben und Politik
Juliane Timmermann absolvierte ein Studium mit Abschluss als Grund- und Mittelstufenlehrerin mit den Fächern Mathematik und Sport und arbeitet als Lehrerin in Hamburg.
Seit 1996 ist Juliane Timmermann Mitglied in der SPD.  Sie saß von 2004 bis 2008 in der Bezirksversammlung Wandsbek und war dort Mitglied im Ausschuss für Soziale Stadtentwicklung. Im Februar 2008 konnte sie bei der Bürgerschaftswahl über den Wahlkreis Wandsbek als Abgeordnete in die Hamburgische Bürgerschaft einziehen. Sie ist für ihre Fraktion Sprecherin für den Bereich Sport und sitzt zudem im Innenausschuss, Sportausschuss, im Ausschuss zur parlamentarischen Kontrolle des Senats auf dem Gebiet des Verfassungsschutzes und in der Kommission zur Durchführung des Gesetzes zur Beschränkung des Brief-, Post- und Fernmeldegeheimnisses. Sie war Mitglied des G20-Sonderausschusses. Bei der Bürgerschaftswahl 2011 zog sie erneut über den Wahlkreis Wandsbek in die Bürgerschaft ein, bei der Bürgerschaftswahl 2015 und 2020 über die Landesliste (Person).
Ihre Mutter Karin Timmermann saß von 2004 bis 2015 und von 2018 bis 2020 ebenfalls in der Bürgerschaft.